# Galápagos – de förtrollade öarna
Galápagos – de förtrollade öarna (originaltitel Galápagos) är en norsk dokumentärfilm i färg från 1955. Filmen skildrar en norsk arkeologisk expedition till Galápagosöarna och regisserades av Per Høst som även skrev manus tillsammans med Thor Heyerdahl. Expeditionen var en direkt fortsättning på Kon-Tikiexpeditionen.
Filmen fotades av Heyerdahl och Høst och hade premiär den 14 februari 1955 i Norge med titeln Galápagos. Den 21 oktober 1957 fick filmen svensk premiär på biografen Anglais i Stockholm och hade då titeln Galápagos – de förtrollade öarna. Musiken komponerades av Sune Waldimir.